# Arnold Wagner
Arnold Wagner (* 29. Juli 1890 in Stans; † 15. Januar 1980 ebenda), heimatberechtigt in Dallenwil, war ein Schweizer Politiker (KVP).

## Leben

### Familie und Beruf
Arnold Wagner, Sohn des Regierungsrats von Nidwalden sowie Unternehmers Robert Wagner, absolvierte nach dem Schulbesuch in Stans eine landwirtschaftliche Ausbildung in Sursee. Wagner war in der Folge als Landwirt im Grosslehli in Stans tätig, später war er dort als Molkerist eingesetzt. Wagner, der 1913 Christina, Tochter des Klosterpächters Franz Joller ehelichte, starb 1980 in seinem 90. Lebensjahr in seiner Heimatgemeinde Stans.

### Politische Laufbahn
Der der Schweizerischen Konservativen Volkspartei (KVP) beigetretene Arnold Wagner amtierte zunächst als Gemeinderat in Stans. 1925 nahm Wagner für seine Partei Einsitz im Nidwaldner Landrat, dem er bis zu seinem Wechsel in den Regierungsrat 1934 angehörte, davon im letzten Amtsjahr als Präsident. Im Regierungsrat, in dem er bis 1955 vertreten war, hatte er die Leitung der Armen- und Vormundschaftsdirektion sowie der Landwirtschaftsdirektion inne.
1943 wurde Arnold Wagner in der Nachfolge von Gottfried Odermatt in den Nationalrat gewählt, aus dem er nach drei Legislaturperioden 1955 ausschied. 1942 wurde er zum Präsidenten der nach dem Kampf um die Bannalp wieder gegründeten katholisch-konservativen Volkspartei Nidwaldens bestellt. 1945 wurde Arnold Wagner die Präsidentschaft der Vereinigung der acht Nidwaldner Gemeinalpen übertragen, die er bis 1960 innehielt.
Arnold Wagner erwarb sich im Rahmen der Anbauschlacht während des Zweiten Weltkriegs Verdienste um die Melioration der ausgedehnten Streuerieder (Flachmoore) in Nidwalden.